# My Foolish Heart (musikalbum av Keith Jarrett)
My Foolish Heart – Live at Montreaux från 2007 är ett dubbelalbum med Keith Jarretts "The Standards Trio". Albumet spelades in live på jazzfestivalen i Montreux 2001.

## Låtlista

### Cd 1
1. Four (Miles Davis) – 9:10
2. My Foolish Heart (Victor Young/Ned Washington) – 12:26
3. Oleo (Sonny Rollins) – 6:38
4. What's New? (Bob Haggart/Johnny Burke) – 7:54
5. The Song is You (Jerome Kern/Oscar Hammerstein) – 7:44
6. Ain't Misbehavin' (Fats Waller/Harry Brooks/Andy Razaf) – 6:41

### Cd 2
1. Honeysuckle Rose (Fats Waller/Andy Razaf) – 6:46
2. You Took Advantage of Me (Richard Rodgers/Lorenz Hart) – 8:54
3. Straight, No Chaser (Thelonious Monk) – 10:06
4. Five Brothers (Gerry Mulligan) – 6:36
5. Guess I'll Hang My Tears Out to Dry (Jule Styne/Sammy Cahn) – 11:09
6. On Green Dolphin Street (Bronislaw Kaper/Ned Washington) – 8:18
7. Only the Lonely (Jimmy Van Heusen/Sammy Cahn) – 6:16

## Medverkande
- Keith Jarrett – piano
- Gary Peacock – bas
- Jack DeJohnette – trummor

## Mottagande
Skivan fick ett ganska gott mottagande när den kom ut med ett snitt på 3,7/5 baserat på fem recensioner.